# Fievel - Il mistero del mostro della notte
Fievel - Il mistero del mostro della notte (An American Tail: The Mystery of the Night Monster) è un film d'animazione statunitense del 2000 diretto da Larry Latham.
Uscito direttamente per il mercato dell'home video, è il quarto e ultimo film della serie di Fievel dopo Fievel sbarca in America, Fievel conquista il West e Fievel - Il tesoro dell'isola di Manhattan.

## Trama
Come il film precedente, questo film è ambientato tra gli eventi di Fievel sbarca in America e Fievel conquista il West. Mentre i topi di New York sono terrorizzati dal misterioso Mostro della Notte di Manhattan, Fievel e Tanya Toposkowich, Tony Toponi e Tigre il gatto trovano lavoro presso il Daily Nibbler, un giornale di topi sotto il New York World. Lì incontrano Nellie Brie, una famosa giornalista investigativa il cui scetticismo sull'esistenza del Mostro della Notte è motivo di conflitto con l’editore del giornale, Reed Daley. Dopo aver appreso da Tony dell'attacco di un mostro a Chinatown, Reed assegna Nellie alla storia, inviando Fievel come vignettista. Lungo la strada, Fievel confida a Nellie che sta soffrendo di incubi sul Mostro, ma Nellie gli assicura che la paura è naturale e che scoprire la verità aiuta la paura a svanire. Arrivati a Chinatown, la moglie del topo scomparso descrive l’attacco di un feroce drago, ma Nellie nota un'impronta che Fievel ritiene sia troppo piccola per appartenere a un drago. Al ritorno nel quartiere di Fievel, la coppia incontra Madame Rognette, un barboncino nano con un finto accento francese che afferma di essere un'indovina. La folla è entusiasta quando Rognette afferma che le sue erbe magiche possono respingere il Mostro, ma Nellie rimane indifferente, dichiarando che non crederà al Mostro finché non lo avrà visto con i suoi occhi.
Nelle due settimane successive, i topi continuano a scomparire. Rognette guadagna una fortuna con le sue erbe incantate mentre il Daily Nibbler vede le sue vendite alle stelle, ma Nellie non riesce a fare alcun progresso sulla storia e gli incubi di Fievel peggiorano al punto che non riesce più neanche a dormire. Alla fine, la coppia ha qualche speranza quando una delle vittime del Mostro, un topo scozzese di nome Haggis, riesce a respingere la creatura. Sulla scena, Fievel e Nellie trovano la palla di pelo di un gatto e la loro scoperta viene prontamente riportata nel Nibbler. Questo manda Rognette su tutte le furie, poiché il Mostro della Notte è in realtà una sua creazione, e rimprovera i suoi scagnozzi gatti per il loro fallimento. Il giorno successivo, Rognette dà a Tony e Tigre una "pista” cercando di attirare Nellie in una trappola. Il Mostro della Notte tende un'imboscata a Nellie e Fievel in una casa abbandonata, ma Tony, dopo averli seguiti disobbedendo gli ordini di Reed, lascia cadere un lampadario sul Mostro facendolo precipitare nella fogna sottostante. Nellie trova un vetro colorato che si trova sui collari dei cani e va a Central Park per cercare l'aiuto di Lupo Solitario, il suo contatto all'interno del Consiglio Canino. Lupo Solitario è riluttante a farsi coinvolgere, ma alla fine le indica un volantino di un barboncino scomparso. Riportandolo al Daily Nibbler, Fievel ritocca il poster per rivelare che il barboncino è in realtà Rognette, mentre Tanya scopre che la casa in cui era avvenuta l'imboscata apparteneva al proprietario di Rognette. Armati di queste nuove informazioni, Nellie e Reed preparano una storia che espone la connessione di Rognette con il Mostro. 
Nel frattempo, i gatti di Rognette cominciano a stancarsi di essere guidati da lei dopo l’ultimo fallimento e il loro capo, Twitch, decide che non hanno più bisogno di lei ma Rognette li trattiene facendogli notare che Nellie Brie sta per smascherare il loro piano, il che costerà loro l'elemento sorpresa, e dice che ha un piano per impedirlo. Portano il Mostro in città, rapendo dozzine di topi (compresi i genitori e la sorellina di Fievel). Fievel manda Tigre a chiedere aiuto ai cani mentre lui e Tony seguono Rognette nelle fogne, dove trovano il suo nascondiglio. Tutti i topi scomparsi vengono tenuti lì in gabbie di legno, per essere venduti ad altri gatti e mangiati. In inferiorità numerica rispetto ai gatti, Fievel va a cercare Nellie, ma quando Tony vede che la famiglia di Fievel sta per essere mangiata, allaga le fogne per scacciare i gatti e liberare i topi prigionieri. Nel frattempo, Fievel trova Nellie, Reed e Tanya prigionieri nel Daily Nibbler, dove Rognette rivela di aver creato il Mostro per vendetta, dopo essere stata paragonata per anni a un roditore e per essere stata respinta dall'Alto Consiglio Canino. Affrontando la sua paura, Fievel si rende conto che il temuto Mostro della Notte di Manhattan è in realtà solo una macchina, e usa un cavo scoperto per fulminare Rognette. I gatti usano il mostro per inseguire Fievel negli uffici del New York World , ma Nellie e Reed riescono a distruggere il marchingegno, e Fievel, dopo un inseguimento, intrappola Twitch nella macchina da stampa del giornale . Gli altri gatti vengono spaventati dall'arrivo tempestivo del Consiglio dei Cani e Rognette viene catturata da Tigre mentre cercava di scappare nelle fogne. Una volta finita la loro avventura, Reed confessa il suo amore a Nellie e le chiede di sposarla, con grande tristezza di Tanya, che aveva una cotta per Reed nonostante fosse troppo giovane per lui.
Nella scena finale, la famiglia Toposkowich, Tony e Tigre passano la giornata in spiaggia, dove scoprono che Rognette è stata restituita alla sua soffocante padrona e dopo settimane Fievel può finalmente riposare.

## Distribuzione
In Italia, il film viene pubblicato in VHS dalla CIC Video in marzo 2001.